# Carlo Avegno
Carlo Avegno (Meina, 6 giugno 1900 – La Maddalena, 13 settembre 1943) è stato un ufficiale italiano della Regia Marina durante la seconda guerra mondiale, venendo decorato con la medaglia d'oro al valor militare.

## Biografia
Nato in provincia di Novara nel 1900, Carlo fu allievo delle Regia Accademia Navale di Livorno dal 30 settembre 1913. Guardiamarina il 1º ottobre 1917, partecipò alla prima guerra mondiale a bordo della corazzata Regina Elena e sulle Batterie galleggianti della Brigata Marina sull'Alto Adriatico durante la battaglia del Piave.
Nel dopoguerra conseguì le previste promozioni a sottotenente di vascello il 26 settembre 1918, a tenente di vascello l'8 dicembre 1926, a capitano di corvetta il 16 aprile 1931, a capitano di fregata il 1º febbraio 1936 e a capitano di vascello il 12 novembre 1941.
In questo periodo fu comandante in 2 della nave scuola Cristoforo Colombo nel 1933 durante un'istruzione atlantica, ebbe il comando del caccia Baleno nel 1934-35, l'incarico di comandante in 3^  dell'Accademia di Livorno dal 23 settembre 1935, fu poi comandante in 2^ dell'incrociatore Giovanni dalle Bande Nere dal 16 maggio 1936 ed ebbe il comando del caccia Francesco Crispi nel 1939-40 in Egeo. Dopo la campagna etiopica, dal 1937 al 1939 fu presso il Comando superiore per l'Africa Orientale ad Addis Abeba e quindi, con l'entrata in guerra dell'Italia (10 giugno 1940), il comando del caccia Corazziere, partecipando alla battaglia di Punta Stilo ed allo scontro di Capo Teulada.
Dal dicembre 1940 fino al maggio del 1943, fu capo di stato maggiore del Comando Marina di Bengasi e di Tripoli. Dal 27 maggio all'8 settembre 1943, mentre era in servizio al comando della base navale di La Maddalena (presso l'ufficio traffico Sardegna), diresse la resistenza armata di quei marinai contro le truppe tedesche e cadde in combattimento il 13 settembre.

## Onorificenze
Prima della medaglia d'oro al valore militare, Avegno aveva già ricevuto:
- medaglia d'argento al valore militare (A.S., 1941);
- medaglia di bronzo al valore militare (Mar Ionio, luglio 1940);
- medaglia di bronzo al valore militare (Tobruk, settembre 1942);
- croce di guerra al valore militare (mar Mediterraneo, novembre 1940);
- croce di guerra al valore militare (A.S., ottobre 1942 - gennaio 1943)[2].